# 中華職棒會長
中華職業棒球大聯盟會長是中華職棒大聯盟的最高負責人，自1990年職棒元年開始設置至今。根據聯盟規章第20及22條規定，由理事選出的7名常務理事之中選一人擔任會長，任期3年，可連任一次。
從1990年開始，中華職棒會長經歷唐盼盼、陳重光、黃大洲、趙守博、黃鎮台以及吳志揚，皆屬於泛藍陣營人物。2021年，時任立法院副院長蔡其昌接任中職會長而成為第一位民主進步黨籍會長。

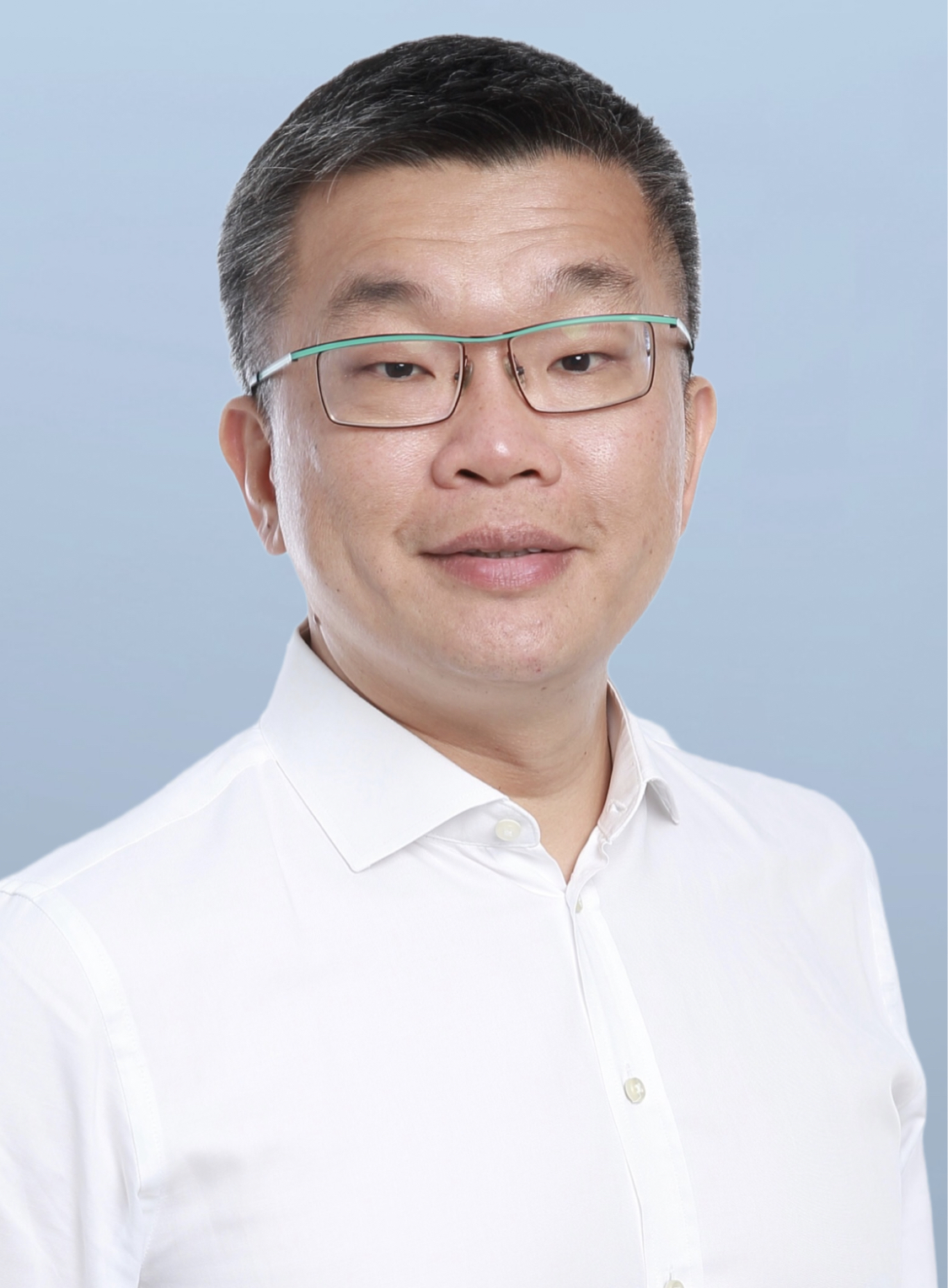
中華職業棒球大聯盟會長
現任：蔡其昌
就任：2021年1月19日

## 歷任會長
| 任次               | 姓名               | 就任日期           | 離任日期           | 職業、經歷                                                     | 備註                                 |
| 中華職棒大聯盟會長 | 中華職棒大聯盟會長 | 中華職棒大聯盟會長 | 中華職棒大聯盟會長 | 中華職棒大聯盟會長                                             | 中華職棒大聯盟會長                   |
| ------------------ | ------------------ | ------------------ | ------------------ | -------------------------------------------------------------- | ------------------------------------ |
| 1                  | 唐盼盼             | 1989年10月23日     | 1993年10月7日      | 記者，曾任中國廣播公司總經理、中央通訊社社長、《中央日報》社長 | 首任會長                             |
| 2                  | 陳重光             | 1993年10月7日      | 1996年10月6日      | 企業家，養樂多公司共同創辦人暨董事長                           | 任內病逝                             |
| 3                  | 陳重光             | 1996年10月7日      | 1998年2月22日      | 企業家，養樂多公司共同創辦人暨董事長                           | 任內病逝                             |
| 代理               | 楊天發             | 1998年2月24日      | 1998年7月22日      | 企業家，興農集團創辦人                                         | 領隊會議推選代理，興農牛總裁暨領隊。 |
| 4                  | 黃大洲             | 1998年7月22日      | 2002年3月7日       | 農業經濟學者、政治家，曾任臺北市市長                           |                                      |
| 5                  | 陳河東             | 2002年3月7日       | 2004年12月11日     | 企業家，三商企業共同創辦人、三商虎董事長、第一金剛董事長       | 任內病逝                             |
| 代理               | 洪瑞河             | 2005年1月15日      | 2005年12月21日     | 企業家，兄弟大飯店共同創辦人暨董事                             | 領隊會議推選代理，兄弟象領隊。       |
| 6                  | 趙守博             | 2005年12月21日     | 2008年12月20日     | 政治人物，曾任臺灣省政府主席、中國廣播公司董事長               |                                      |
| 7                  | 趙守博             | 2008年12月21日     | 2012年3月12日      | 政治人物，曾任臺灣省政府主席、中國廣播公司董事長               |                                      |
| 8                  | 黃鎮台             | 2012年3月12日      | 2014年7月25日      | 化學家，曾任國科會主委、東吳大學校長                           | 任內辭職                             |
| 代理               | 謝志鵬             | 2014年7月25日      | 2015年2月4日       | 統一企業副總經理                                               | 常務理事暫代，統一獅董事長。         |
| 9                  | 吳志揚             | 2015年2月4日       | 2018年2月3日       | 政治人物，曾任桃園縣縣長、立法委員                             |                                      |
| 10                 | 吳志揚             | 2018年2月4日       | 2021年1月16日      | 政治人物，曾任桃園縣縣長、立法委員                             |                                      |
| 11                 | 蔡其昌             | 2021年1月19日      | 2024年3月6日       | 政治人物，現任立法委員，曾任立法院副院長                       |                                      |
| 12                 | 蔡其昌             | 2024年3月7日       | 現任               | 政治人物，現任立法委員，曾任立法院副院長                       |                                      |